# Renata Burckhardt
Renata Burckhardt (* 7. September 1973 in Bern, heimatberechtigt in Basel) ist eine Schweizer Autorin.

## Leben / Wirken
Burckhardt ist die Tochter der Dolmetscherin und Lehrerin Annamaria Regazzoni und des Geschichtsprofessors Andreas Burckhardt. In Bern geboren, macht sie ihren Studienabschluss an der Hochschule für Gestaltung und Kunst Basel, daneben immer auch Theater in der freien Szene – als Schauspielerin und Autorin.
Sie verfasst Theaterstücke, Prosa, Essays, ist Kolumnistin beim Magazin Z der Neuen Zürcher Zeitung und im Kleinen Bund der Tageszeitung Der Bund und konzipiert Textperformances im Kunstbereich.
Burckhardt ist Dozentin an der Fachhochschule Nordwestschweiz im Lehrprogramm CoCreate, lehrt an der Hochschule Luzern und am Jungen Literaturlabor JULL in Zürich. Daneben inszeniert sie performative Theater- und Leseformate. 2021 veröffentlichte sie ihre Novelle Alma, Auszüge aus diesem melancholisch-absurden Text führt sie in Performances mit dem Musiker Mario Marchisella auf.

## Publikationen
- Alma, Verlag about books, Zürich, 2021, ISBN 978-3-906946-27-6 (Novelle)[6]
- Gemeinsam im Feld., in: Die Zäsur. Beobachtungen und Bedenken in Zeiten der Pandemie. Essais agités: Edition zu Fragen der Zeit, Beat Mazenauer (Hrsg.), Zürich, 2020, ISBN 978-3-03853-995-7
- Der Besuch der chinesischen Dame, in: Pays de Rêve – Die Kunst der Kronenhalle Zürich, Sibylle Ryser & Isabel Zürcher (Hrsg.), Prestel Verlag, Zürich 2019, ISBN 3-7913-5847-2
- Fest im Sattel, in: Es gibt ein Bruchstück des Morgens. Reihe: die horen. Zeitschrift für Literatur, Kunst und Kritik; Bd. 268, 62. Jahrgang, Wallstein Verlag, Göttingen, 2017, ISBN 978-3-8353-3122-8
- Die List der Umgarnung – Die Wandzeichnungen von Nic Hess., in: Art inspires at EY Zurich. Jacqueline Burckhardt (Hrsg.), Ernst & Young AG, 2016, ISBN 978-3-033-05865-1
- Wortgefechte – Zwüschehalt mit u. a. Nora Gomringer, Lara Stoll, Nora Zukker, CD des Zytglogge Verlag, Bern 2016.[7]
- Annemarie in: Invent the Future with Elements of the Past. Adrian Notz und Hans Ulrich Obrist (Hrsg.), Scheidegger & Spiess, Zürich, 2015, ISBN 978-3-85881-487-6
- Achtung Tier: Der Zug ist voll. Thomas Haemmerli (Hrsg.), Die Schweiz im Dichtestress. Kein & Aber, Zürich 2014, ISBN 978-3-0369-5696-1
- Nur ein paar kleine Bedingungen, in: Schlafes Bruder, wann stirbst Du Spielverderber endlich? Offizin Verlag,  Zürich 2014, ISBN 978-3-906276-00-7
- Fluchtpunkt, in: Roter Reis, Stefan Koslowski (Hrsg.), Verlag Theater der Zeit, Berlin, 2013, ISBN 978-3-934344-23-5
- Dein Tod stört mich, in: Odradek oder Die Laufmasche im System, Verlag Edizioni Periferia, Luzern, 2012, ISBN 978-3-907474-99-0
- Hätti Sötti Wetti. Schnöde u chlööne uf Bärndütsch, Zytglogge Verlag, Bern 2012, ISBN 978-3-7296-0857-3 (Kolumnensammlung)

## Theaterstücke
- Wenn nicht ich, wer spricht dann, sogar theater Zürich, Literaturhaus Lenzburg[8], BuchBasel, Kairo Bern, 2020 - 2022
- Ich weiss nicht, was ich sagen soll. Aber gleich werd ich erfahren, was ich gesagt habe, Theater SEM, Kulturmarkt Zürich, 2019[9]
- Das Meutchen,  Theaterstück fürs Theater SEM, Kulturmarkt Zürich, 2018.[10]
- Abgesang – Neues Theater Dornach, Theater Winkelwiese Zürich, Schlachthaus Theater Bern, sogar theater Zürich[11], 2017.[12][13]
- Apartment (Libretto) mit Rolf Hermann, Dagny Gioulami, Simone Ryser. Komposition: Edward Rushton, Zürich, 2017.[14]
- Träges Herz, Regie Lorenz Nufer, Kaserne Basel, Schlachthaus Theater Bern & Tuchlaube Aarau, 2015.[15][16]
- Vom Fallen und Fliegen, Regie: Ariane Gaffron, Stadttheater Solothurn 2004[17][18]
- Halbkind, Regie: Monika Neun, Raum 33, 2002 Basel.[19]

## Ausstellungen und Textinstallationen
- Wenn du geredet hättest,  Atelier Hermann Haller mit Athene Galiciadis, Lisa Biedlingmaier, Loredana Sperini, Pipilotti Rist, Zürich, 2020.[20][21]
- Anarchie! Fakten und Fiktionen, kuratiert von Annette Amberg und Philip Sippel, Strauhof Zürich, 2016.
- Szenische Intervention zum Mars, in der Ausstellung: Mars-Literatur im All, mit Markus Scheumann, Literaturmuseum Strauhof, Zürich, 2015.

## Preise / Stipendien
- Werkjahr der Stadt Zürich 2023[22]
- Weiterschreiben 2019, Literaturauszeichnung der Stadt Bern[23]
- Werkstipendium des Kanton Zürich 2010 und 2014
- Weiterschreiben 2008, Literaturauszeichnung der Stadt Bern vor 2011[24]
- Dramatikerstipendium «dramenprozessor» 2000–2001[25]
- masterclass bei Marlene Streeruwitz[26]